# Équipe cycliste Illuminate
L'équipe cycliste Illuminate (officiellement Team Illuminate) est une équipe cycliste américaine créée en 2014 et ayant le statut d'équipe continentale. 
Depuis 2017, une équipe cycliste féminine est créée, également sous le nom Team Illuminate.

## Principales victoires

### Courses par étapes
- Tour de Taiyuan : 2019 (Cameron Piper)

### Championnats nationaux
- Championnats d'Australie sur route : 1
  - Contre-la-montre espoirs : 2016 (Callum Scotson)
- Championnats de Colombie sur route : 1
  - Course en ligne : 2016 (Edwin Ávila)

## Classements UCI
L'équipe participe aux épreuves des circuits continentaux et principalement les courses du calendrier de l'UCI America Tour. Le tableau ci-dessous présente les classements de l'équipe sur les circuits, ainsi que son meilleur coureur au classement individuel.
UCI Africa Tour
| Saison | Classement par équipes | Meilleur coureur au classement individuel |
| ------ | ---------------------- | ----------------------------------------- |
| 2014   | 16e                    | Patrick Kos (52e)                         |
| 2018   | 201e                   | Simon Pellaud (147e)                      |

UCI America Tour
| Saison | Classement par équipes | Meilleur coureur au classement individuel |
| ------ | ---------------------- | ----------------------------------------- |
| 2014   | 45e                    | Justin Mauch (381e)                       |
| 2015   | 27e                    | Christopher Horner (58e)                  |
| 2016   | 47e                    | Edwin Ávila (68e)                         |
| 2017   | 25e                    | Edwin Ávila (65e)                         |
| 2018   | 36e                    | Félix Barón (289e)                        |
| 2019   | 11e                    | Cameron Piper (157e)                      |

UCI Asia Tour
| Saison | Classement par équipes | Meilleur coureur au classement individuel |
| ------ | ---------------------- | ----------------------------------------- |
| 2015   | 81e                    | Connor McCutcheon (296e)                  |
| 2016   | 21e                    | Miles Scotson (116e)                      |
| 2017   | 24e                    | Edwin Ávila (20e)                         |
| 2018   | 19e                    | Martin Laas (78e)                         |

UCI Europe Tour
| Saison | Classement par équipes | Meilleur coureur au classement individuel |
| ------ | ---------------------- | ----------------------------------------- |
| 2015   | 110e                   | Christopher Horner (437e)                 |
| 2016   | 92e                    | Miles Scotson (676e)                      |
| 2017   | 118e                   | Edwin Ávila (759e)                        |
| 2018   | 117e                   | Martin Laas (1002e)                       |

## Team Illuminate en 2022
| Cycliste                    | Date de naissance | Nationalité | Équipe 2021            |  |
| --------------------------- | ----------------- | ----------- | ---------------------- |  |
| Jorge Camilo Castiblanco    | 24 novembre 1987  | Colombie    | Team Illuminate        |  |
| Cullen Easter               | 27 octobre 1987   | États-Unis  | Team Illuminate        |  |
| Griffin Easter              | 6 novembre 1991   | États-Unis  | Start Cycling Team     |  |
| Rob Evans                   | 11 mars 1978      | États-Unis  | Team Illuminate        |  |
| Travis Furman               | 19 mars 1989      | États-Unis  | Team Illuminate        |  |
| John Keller                 | 28 août 1997      | États-Unis  |                        |  |
| Aria Kiani                  | 12 avril 1992     | États-Unis  | Team Illuminate        |  |
| Cameron Piper               | 16 octobre 1991   | États-Unis  | Team Illuminate        |  |
| Johnatan Fernando Sarmiento | 4 décembre 1992   | Colombie    | Coldeportes Zenu       |  |
| Sebastian Schaub            | 13 mars 1997      | Allemagne   | Team Illuminate        |  |
| Rodolfo Andrés Torres       | 21 mars 1987      | Colombie    | Team Illuminate (2020) |  |